# Ove Borgvall
Oskar Vilhelm (Ove) Borgvall, född 10 januari 1893 i Göteborg, död 1 mars 1981 i Skärholmens församling, var en svensk författare.

## Biografi
Ove Borgvall avlade studentexamen 1911, studerade vid Göteborgs högskola 1911–1914 (bland annat nordiska språk) och avlade reservofficersexamen 1916. Han hade ingen enhetlig yrkeskarriär, utan hade växlande anställningar, yrkestitlar och egna rörelser, bland annat inom släktforskning och släktnamnsbytesrådgivning.

## Författarskap
Borgvalls första bok Farser i Poppelstad väckte ej uppmärksamhet. Diktsamlingen Det blommar i blåsten fick god kritik av Anders Österling i Svenska Dagbladet. Han fann i diktsamlingen ”originella motiv och orädd språkinstinkt” samt ”bravu och fyndighet”. Georg Svensson i Bonniers litterära magasin var oförstående inför det mesta i diktsamlingen, men medgav att Ove Borgvalls vers har force, och rinner med ett starkt, mörkt
flöde, i vilket då och då en överraskande och åskådlig bild glimmar till; George Svensson sade sig stundom ”bli berusad av ordflödet
och ryckas med utan att fråga efter vart det bär hän”.
Ove Borgvalls poesi kännetecknas av västsvenska dialektala och gammalmodiga ord, och motiv från allmogeliv och ur hembygdslitteratur, vilket Anders Österling fann vara en styrka och Georg Svensson en svaghet. Både Österling och Svensson anmärkte på överraskande moderna inslag, ”mitt uppe i denna hemmagjorda gammalsvenskhet”, som en dikt om Vladimir Lenin.
Sten Selander menade att Ove Borgvalls dikter representerade något nytt i svensk lyrik: en politisk och social demokratism och radikalism, som  bottnar i svenska bönders sekelgamla avoghet mot herreklassen, snarare än marxistisk socialism. Ove Borgvall bruste dock i konstnärligt omdöme, menade Sten Selander, men om Ove Borgvall skaffade sig aktning för det poetiska hantverket bleve han en förstklassig lyriker.
Ännu på 1960‑talet uppmärksammades hans dikter: några av dem medtogs och översattes till franska av Frédéric Durrant i hans antologi med svensk lyrik, Suède moderne, terre de poésie från 1962. Senare har Mats Jansson kallat Det blommar i blåsten ”bortglömd”.
Borgvall hjälpte som spökskrivare Kurt Haijby att skriva boken Patrik Kajson går igen, och vittnade i Haijbymålet 1953.
Ove Borgvall är begravd på Skogskyrkogården i Stockholm.